# Mutinerie de Banbury

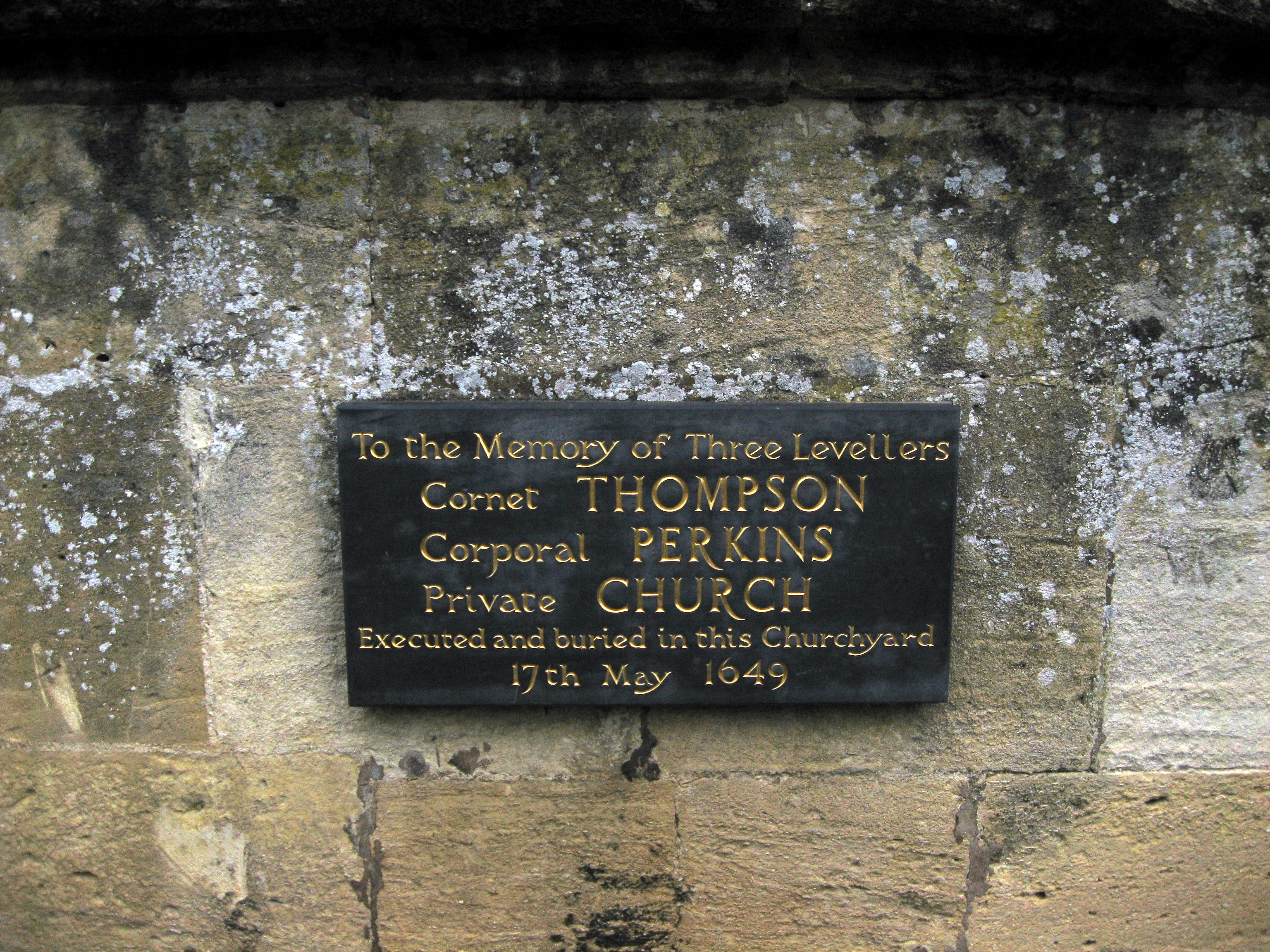
Plaque commémorant trois niveleurs exécutés par Oliver Cromwell à Burford.

La mutinerie de Banbury (en anglais : Banbury mutiny) a eu lieu en Angleterre en 1649 lorsque des soldats de la New Model Army réclamèrent de l'argent et la reconnaissance des idéaux politiques niveleurs. 

## Déroulement
Moins de deux semaines après la mutinerie de Bishopsgate, les mêmes justifications servent à la mutinerie de Banbury, menée par le capitaine niveleur William Thompson et impliquant plusieurs régiments et 400 soldats. 
La question des arrérages de paie est reconnue légitime par Oliver Cromwell et le Parlement leur réserve alors une somme de 10 000 £. La résolution de la question des soldes n'apaise pas les mutins qui exigent l'examen de leurs revendications politiques. Ainsi, 400 soldats partent de Banbury pour Salisbury afin d'essayer de rallier d'autres régiments à la cause politique des niveleurs. 
Le 13 mai, Cromwell réagit avec la plus grande vigueur et lance contre eux une attaque nocturne lors de laquelle plusieurs mutins sont tués et la plupart des autres arrêtés puis emprisonnés dans l'église de Burford où ils demeurent jusqu'au 17 mai.

## Conclusion
Les mutins n'atteignent pas leurs buts et trois de leurs meneurs sont pendus peu de temps après, le 17 mai.
Quant au capitaine Thompson, il réussit à s'échapper, mais il est tué peu après au cours d'une escarmouche  à Wellingborough, près d'une communauté de bêcheux (les « vrais niveleurs »). Avec l'échec de cette mutinerie, l'influence des niveleurs sur l'Armée est détruite.